# 刺两极虫
刺两极虫（学名：Myxidium spinosum）为两极虫科两极虫属的动物。在中国，分布于湖北、浙江、武陵山地区等，营寄生生活，寄生在肾、输尿管（鲢、鳙、银色颌须鮈）以及膀胱（鲢、鳙、暗纹东方鲀）。
其种加词“spinosum ”意为“棘状的”。